# Weld-Blundell-prisma

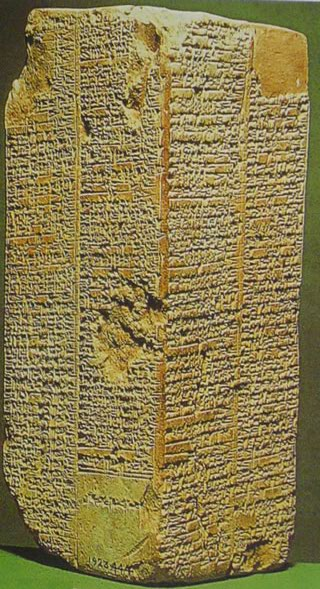
Weld-Blundell Prism

Het Weld-Blundell-prisma is een viervlakig kleitablet uit circa 1800 v.Chr., daterend uit de Oud-Babylonische periode. Het bevat de meest volledige overlevering van de Sumerische koningslijst. Het prisma werd aangetroffen in de stad Larsa, in het zuiden van het oude Mesopotamië, en maakt tegenwoordig deel uit van de collectie van het Ashmolean Museum in Oxford.
Het object is genoemd naar de Britse verzamelaar Herbert Weld-Blundell, die het in de jaren 1920 aan het museum schonk. Elke zijde van het prisma bevat twee kolommen met spijkerschrift in het Sumerisch, in totaal acht kolommen tekst.
De inscriptie bevat een opeenvolging van koningen die in Sumer zouden hebben geregeerd, beginnend met mythische heersers uit de tijd vóór de zondvloed, gevolgd door historische koningen uit stadstaten zoals Kish, Uruk en Ur. De vermelde regeerperiodes van de vroege koningen zijn vaak extreem lang en duiden op een mythologische of symbolische interpretatie van het verleden. Latere delen van de lijst bevatten namen van vorsten die ook uit andere bronnen bekend zijn, wat de tekst relevant maakt voor de historische chronologie van Mesopotamië.
De vondst van het prisma levert belangrijk bewijs voor de studie van de Sumerische koningsideologie en de manier waarop politieke legitimiteit en continuïteit werden geconstrueerd in het oude Mesopotamië.

Literatuur en bronnen
- S. Langdon, The Weld-Blundell Collection, vol. II: Historical Inscriptions, Containing Principally the Chronological Prism, W-B. 444, Oxford Editions of Cuneiform Texts, University of Oxford, 1923.
- Sara J. Milstein, Tracking the Master Scribe: Revision through Introduction in Biblical and Mesopotamian Literature, Oxford University Press, 2016.